# Concord (Georgie)
Concord je město v Pike County, v Georgii, ve Spojených státech amerických. V roce 2011 žilo ve městě 376 obyvatel.

## Demografie
Podle sčítání lidí v roce 2000 žilo ve městě 336 obyvatel, 118 domácností a 92 rodin. V roce 2011 žilo ve městě 173 mužů (46,1%), a 203 žen (53,9%). Průměrný věk obyvatele je 35 let.